# Клер Вільямс
Клер Вільямс (англ. Claire Williams; нар. 21 липня 1976, Віндзор) — британська бізнесвумен, колишній заступник директора команди Формули-1 Williams.

## Біографія
Клер Вільямс народилася в 1976 році у Віндзорі, Беркшир. Вона — дочка сера Френка Вільямса та Вірджинії, леді Вільямс.
В 1999 році закінчила Ньюкаслський університет за спеціальністю «Політика».

### Кар'єра
Після закінчення навчання Клер Вільямс стала прес-секретарем автодрому Сільверстоун. У 2002 році приєдналася до команди Williams F1 як спеціаліст із комунікацій. У 2010 році вона стала керівником комунікацій команди. У 2011 році отримала посаду директора з маркетингу та комунікацій у Williams. Коли в березні 2012 року Френк Вільямс відступив від правління Williams, Клер стала представником сім'ї Вільямса в раді правління. У березні 2013 року вона була призначена заступником директора команди Формули-1 Williams. На цій посаді вона відповідала за маркетинг, комунікації та комерційні аспекти бізнесу команди.
У 2016 році Вільямс була нагороджена орденом Британської імперії (OBE).
7 вересня 2020 року залишила позицію заступника директора, після продажу команди Williams.

## Особисте життя
5 квітня 2017 року команда Вільямса оголосила, що Клер народить першу дитину, хлопчика, у жовтні. Вона народила дитину 10 жовтня 2017 року.
У січні 2018 року одружилася з Марком Харрісом.